# Eueremaeus travei
Eueremaeus travei är en kvalsterart som beskrevs av Mihelcic 1963. Eueremaeus travei ingår i släktet Eueremaeus och familjen Eremaeidae. Inga underarter finns listade i Catalogue of Life.